# راث ۵۵۹۵
سیارک ۵۵۹۵ (به انگلیسی: 5595 Roth، نامگذاری:1991PJ) پنج هزار و پانصد و نود و پنجمین سیارک کشف شده‌است که در ۵ اوت ۱۹۹۱ کشف شد.
قدر مطلق سیارک برابر ۱۲٫۵۰ است.